# Si-čcheng

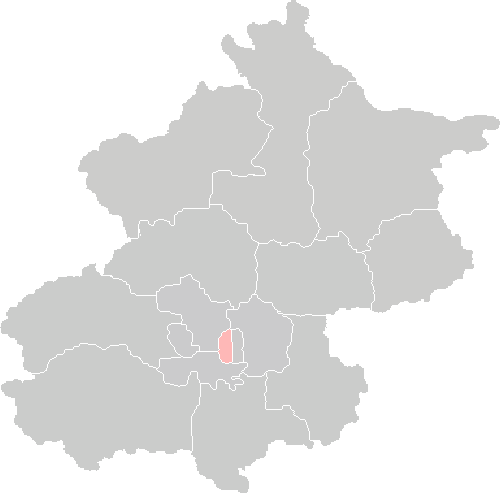
Poloha Si-čchengu na mapě Pekingu

Obvod Si-čcheng (čínsky v českém přepisu Si-čcheng čchü, pchin-jinem Xīchéng Qū, znaky zjednodušené 西城区, tradiční 西城區, doslova západní obvod města) je jeden z městských obvodů v Pekingu, hlavním městě Čínské lidové republiky. Spolu s obvodem Tung-čcheng tvoří historické centrum města dané městskými hradbami. Má rozlohu 50 čtverečních kilometrů a žije v něm 1,2 miliónu obyvatel.
Jsou zde významné kulturní budovy, například Velké národní divadlo a hlavní sídlo Čínské akademie věd, Čínské paleozoologické muzeum, ale i vládní sídlo Čung-nan-chaj, ředitelství tiskové agentury Sin-chua a ředitelství Čínské lidové banky. Leží zde také Pekingská zoologická zahrada.